# Contea di Osborne
La contea di Osborne in inglese Osborne County è una contea dello Stato del Kansas, negli Stati Uniti. La popolazione al censimento del 2000 era di 4 452 abitanti. Il capoluogo di contea è Osborne